# ラルフ・A・スミス
ラルフ・A・スミス（1949年 - ）は、三鷹福音教会牧師、福音総合研究所所長。来日して以来、東京都武蔵野市で開拓伝道をしてきた。